# NGC 870
NGC 870 je galaksija u zviježđu Ovan.

## Vanjske poveznice
- SEDS: NGC 870